# Stenocereus

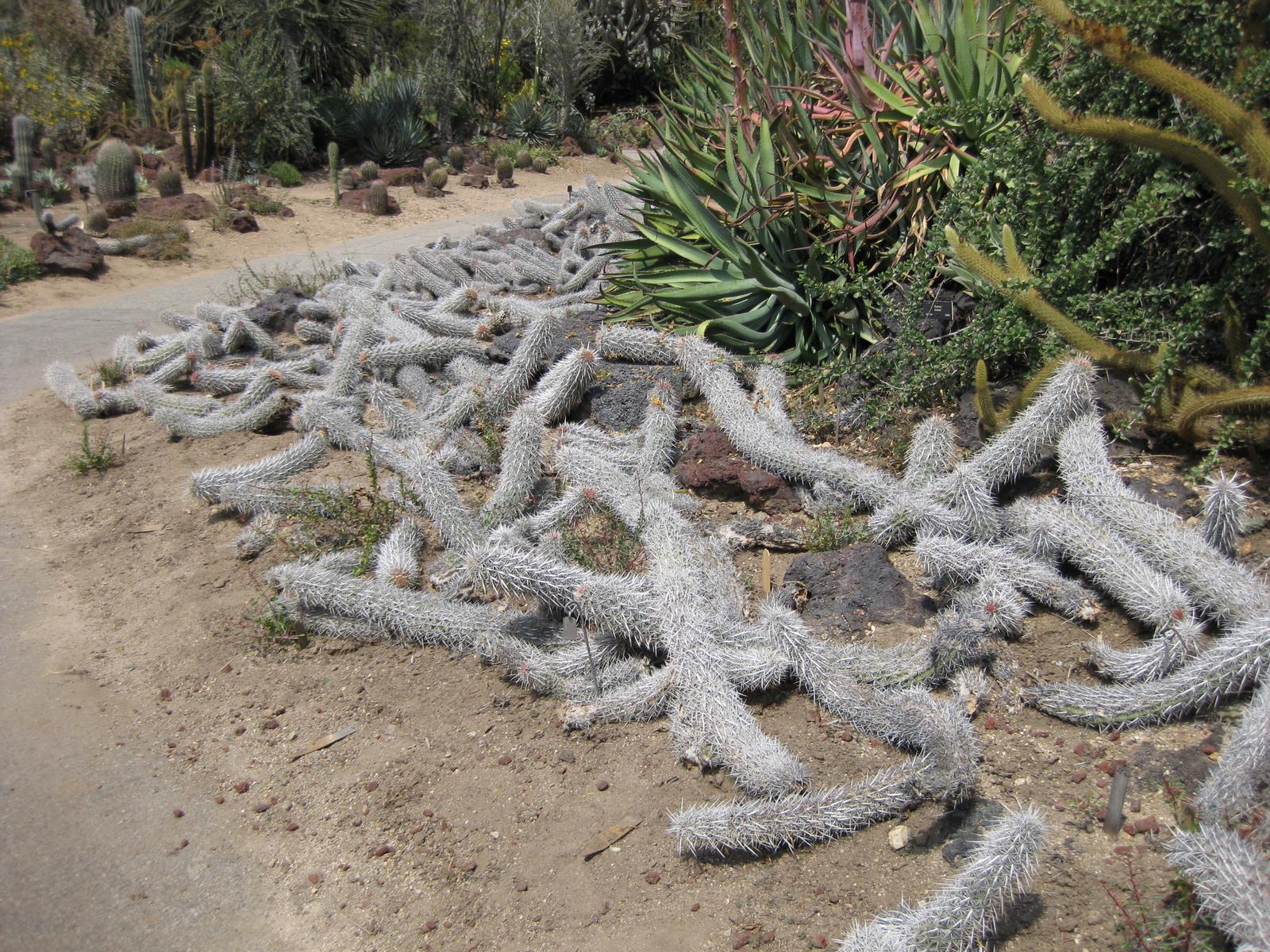
Stenocereus eruca

Stenocereus (A.Berger) Riccob. – rodzaj sukulentów z rodziny kaktusowatych (Cactaceae). Gatunki z tego rodzaju występują na Półwyspie Kalifornijskim i w innych regionach Meksyku, w USA (Arizona), Kostaryce i Wenezueli.

## Systematyka
Synonimy
Hertrichocereus Backeb., Isolatocereus (Backeb.) Backeb., Machaerocereus Britton & Rose, Marshallocereus Backeb., Neolemaireocereus Backeb., Ritterocereus Backeb.
Pozycja systematyczna według APweb (aktualizowany system APG III z 2009)
Należy do rodziny kaktusowatych (Cactaceae) Juss., która jest jednym z kladów w obrębie rzędu goździkowców (Caryophyllales) i klasy roślin okrytonasiennych. W obrębie kaktusowatych należy do plemienia Pachycereeae, podrodziny Cacteoideae.
Pozycja w systemie Reveala (1993-1999)
Gromada okrytonasienne (Magnoliophyta Cronquist), podgromada Magnoliophytina Frohne & U. Jensen ex Reveal, klasa Rosopsida Batsch, podklasa goździkowe (Caryophyllidae Takht.), nadrząd Caryophyllanae Takht., rząd goździkowce (Caryophyllales Perleb), podrząd Cactineae Bessey in C.K. Adams, rodzina kaktusowate (Cactaceae Juss.), rodzaj Stenocereus (A.Berger) Riccob.
Gatunki
- Stenocereus alamosensis (J.M. Coult.) A.C. Gibson & K.E. Horak
- Stenocereus aragonii (F.A.C.Weber) Buxb.
- Stenocereus beneckei (Ehrenb.) A. Berger & Buxb.
- Stenocereus chacalapensis (Bravo & T. MacDoug.) Buxb.
- Stenocereus chrysocarpus Sánchez-Mej.
- Stenocereus eichlamii (Britton & Rose) Buxb. ex Bravo
- Stenocereus eruca (Brandegee) A.C. Gibson & K.E. Horak
- Stenocereus fimbriatus (Lam.) Lourteig
- Stenocereus fricii Sánchez-Mej.
- Stenocereus griseus (Haw.) Buxb.
- Stenocereus gummosus (Engelm.) A. Gibson & K.E. Horak
- Stenocereus hystrix (Haw.) Buxb.
- Stenocereus kerberi K. Schum.) A.C. Gibson & K.E. Horak
- Stenocereus martinezii (J.G. Ortega) Buxb.
- Stenocereus montanus (Britton & Rose) Buxb.
- Stenocereus pruinosus (Otto ex Pfeiff.) Buxb.
- Stenocereus queretaroensis F.A.C.Weber ex Mathes.) Buxb.
- Stenocereus quevedonis (J.G. Ortega) Buxb.
- Stenocereus standleyi (J.G. Ortega) Buxb.
- Stenocereus stellatus (Pfeiff.) Riccob.
- Stenocereus thurberi (Engelm.) Buxb.
- Stenocereus treleasei (Vaupel) Backeb.
- Stenocereus yunckeri (Standl.) P.V. Heath